# RAF Bassingbourn
Royal Air Force Bassingbourn var en flygbas i Storbritannien.   Den ligger i grevskapet Cambridgeshire och riksdelen England, i den sydöstra delen av landet, 70 km norr om huvudstaden London. Royal Air Force Bassingbourn ligger 23 meter över havet.